# Sardocyrnia aestivalis
Sardocyrnia aestivalis är en fjärilsart som beskrevs av Bytinsky-salz 1937. Sardocyrnia aestivalis ingår i släktet Sardocyrnia och familjen mätare. Inga underarter finns listade.